# Chaetopsylla jamesoni
Chaetopsylla jamesoni är en loppart som beskrevs av Sakaguti 1958. Chaetopsylla jamesoni ingår i släktet Chaetopsylla och familjen grävlingloppor. Inga underarter finns listade i Catalogue of Life.